# أليكس لينكولن
أليكس لينكولن (بالإنجليزية: Alex Lincoln)‏ هو لاعب كرة قدم أمريكية أمريكي، ولد في 17 نوفمبر 1977 في ميريديان في الولايات المتحدة.

## أقرأ أيضا
- أليكس لويس
- أليكس ماجي
- أليكس ماك
- أليكس مورتنسن
- أليكس موفات